# ノースプレインファーム
ノースプレインファーム株式会社は、北海道紋別郡興部町にある乳業メーカー。生キャラメルの発祥として広く知られている。

## 概要
- 牛乳・乳製品の生産販売、レストラン経営など先進的酪農経営で全国的にその名が知られている。
- 代表が小学生のときに給食に出た牛乳について、「どうして地元の牛乳が地元で飲めないのか?」という疑問を出発点と語る[1] 。1995年に町内の学校給食への納入が実現した。

## 沿革
- 1988年 12月15日設立[2][3]。
- 1991年 直売所兼レストラン「ミルクホール」をオープン。
- 2005年 旭川市にレストラン「エスペリオ」、京都大丸百貨店に直営店をオープン。
- 2006年 ネットショップ開設、JR札幌駅構内に直営店をオープン。
- 2016年 世界のチーズ生産者や愛好家らを会員にする「ギルド・アンテルナショナル・デ・フロマジェ・エ・コンフレリー・ド・サントゥギュゾン」より、チーズ業界の発展に貢献したとして、代表の大黒が「コンパニヨン・ド・サントゥギュゾン」の称号を叙任。

## 主な製品

### 牛乳・乳製品
- オホーツクおこっぺ牛乳
  - 65度で30分の低温殺菌で処理しガラス瓶に詰められて販売されていたが、2013年5月出荷分よりプラスチック容器に変更となった。均質化（ホモジナイズ）処理しない、生クリームが上部に分離する牛乳。
- 有機ヨーグルト（加糖タイプ）
- 有機ヨーグルト（砂糖不使用）
- 有機飲むヨーグルト
- 醗酵バター（無塩）
- 有機醗酵バター（有塩・無塩）

### 肉製品
- ウィンナー
- ベーコン

### 菓子
- ソフトクリーム
- バターケーキ
- バタークリームケーキ
- 生キャラメル（ミルクホールでのみ販売）

## 販売を終了した製品

### 生キャラメル
- 「プレーン」、「ブール・ドゥミ-セル（塩バター）」、「ブール-ダルグ（昆布）」、「ハマナス」と新千歳空港限定の「ストロベリー」の5種類があり、取扱い商品は店舗により異なる。
- 2006年2月 生キャラメルを初めて開発[4]し、興部町内限定で発売。生キャラメルで有名となった田中義剛率いる花畑牧場は当メーカーのレシピをベースに生産を行っている。
- 牛乳の消費拡大を目指した商品であり、原料の生クリームは雪印乳業興部工場、砂糖は北海道糖業北見工場（北見市）のテンサイ糖、水飴は北見市の永田製飴、蜂蜜は網走管内遠軽町の新海養蜂場と、地元・網走管内産原料にこだわって開発された[5]。
- 2006年12月にオープンしたノースプレインファーム札幌店[6]の限定品として発売。あまりの人気で生産が追いつかず数量限定となっている。
- 2007年8月　エア・ドゥ利用客を対象に、生キャラメル試供品プレゼントキャンペーンを実施[7]。
- 2013年6月「乳製品事業への集中・特化」を理由に製造および販売を終了。
- 生キャラメルを取り扱っていた店舗[8]
  - 直営店
    - 札幌市　ノースプレインファーム・札幌店
    - 京都市　ノースプレインファーム・京都店
    - 旭川市　ノースプレインファーム・エスペリオ

  - ANA FESTA（全日空商事　物販・飲食店舗）[9][10]
    - 千歳店（千歳市）　新千歳空港　2F出発ロビー（エア・ドゥ、ANA出発カウンター前9およびゲート内（搭乗ゲート6番付近）店舗
    - 函館店（函館市）　函館空港　2F出発ロビー
    - 稚内店（稚内市）　稚内空港　2F出発ロビー[11]　
    - 羽田店（東京都大田区）　羽田空港　B1フロアギフトショップ（モノレール改札前）

  - きたキッチン 札幌本店　（札幌地下街オーロラタウン　<まるい>道産食品セレクトショップ）
  - 北海道どさんこプラザ有楽町店　（東京都千代田区有楽町2-10-1 東京交通会館1階）

## 店舗
- レストラン
  - レストラン･ミルクホール （紋別郡興部町北興116-2）
- 姉妹店
  - ノースプレインファーム・エスペリオ （旭川市東旭川町上兵村240-8）
  - ノースプレインファーム緑園 （横浜市泉区緑園7-1-4）
  - ミルクキッチンふらいぱん （勇払郡占冠村字中央）
- ノースプレインファーム - オンラインショップ

## 関連会社
- 株式会社ノースプレインファームエスペリオ
  - 所在地：北海道旭川市東旭川町上兵村240-8
  - 業務内容：農場直営レストラン「エスペリオ」の経営
- 株式会社イーストウエスト
  - 所在地：北海道紋別郡興部町北興116-1
  - 業務内容：精肉加工品（ハンバーグ・ソーセージ）、乳製品 (チーズ・バター) の製造

## 関連事項
- 北海道乳業協会
- 全国乳業協同組合連合会